# Naninani II
Naninani II est un album de musique improvisée par John Zorn et Yamataka Eye. Il s'agit de la deuxième collaboration sous cette forme entre les deux musiciens après Nani Nani paru en 1994.

## Titres
| No  | Titre                 | Durée |
| --- | --------------------- | ----- |
| 1.  | Fuckxotica            | 4:18  |
| 2.  | Hilo Himo             | 3:14  |
| 3.  | Shiso Baba            | 8:24  |
| 4.  | Ufoff                 | 7:34  |
| 5.  | Bar Time With Eno     | 3:44  |
| 6.  | Kiri Taki             | 3:44  |
| 7.  | 4AB                   | 1:54  |
| 8.  | Fat Anarcy On Airtube | 9:37  |
| 9.  | Espimo                | 2:12  |
| 10. | Macabro Delicato      | 2:13  |

## Personnel
- Yamataka Eye - voix, dobro, banjo, orgue, percussions, électronique, effets sonores
- John Zorn - saxophone alto, piano, boîte à rythmes, percussions, cloches